# Vanessa Bamberger
Vanessa Bamberger est une romancière française.

## Biographie
Vanessa Bamberger naît le 17 août 1972 à Paris.Sa famille est originaire de l’Aubrac, et de la région lyonnaise. Elle est l'arrière petite-fille de Louis Lumière.
Vanessa Bamberger étudie à l'université Paris Dauphine puis à Sciences Po Paris. Elle travaille ensuite dans l’audiovisuel  puis comme journaliste indépendante . Elle se consacre progressivement à l’écriture, tout en poursuivant une activité de journaliste pour des magazines féminins.
Son premier roman, Principe de suspension, publié en 2017, est bien accueilli par la critique. Elle y met en scène un patron de PME qui connaît des difficultés professionnelles et personnelles ,.
D’autres romans suivent, bien accueillis également. Alto Braco est publié en 2019. C’est un retour à la terre de l’Aubrac,,. Outre son succès en librairie, il est retenu dans plusieurs sélections de distinctions littéraires, comme le prix Orange du Livre, le prix Roman France Télévisions. Il est finaliste du Grand prix RTL-Lire et se voit attribuer le  prix France Bleu/Page des libraires 2019, le prix de la mairie du 8e et le Cabri d’Or.
L’Enfant parfaite paraît en 2021. Le roman traite de l’adolescence et des conséquences judiciaires d’une erreur médicale,. Vanessa Bamberger s'intéresse avec tendresse à la fragilité humaine.
Les Brisants est publié en 2023. Elle y dépeint des personnages fragiles, la difficile transmission d’un secret de famille au large du Finistère en jouant avec les codes du polar,,.

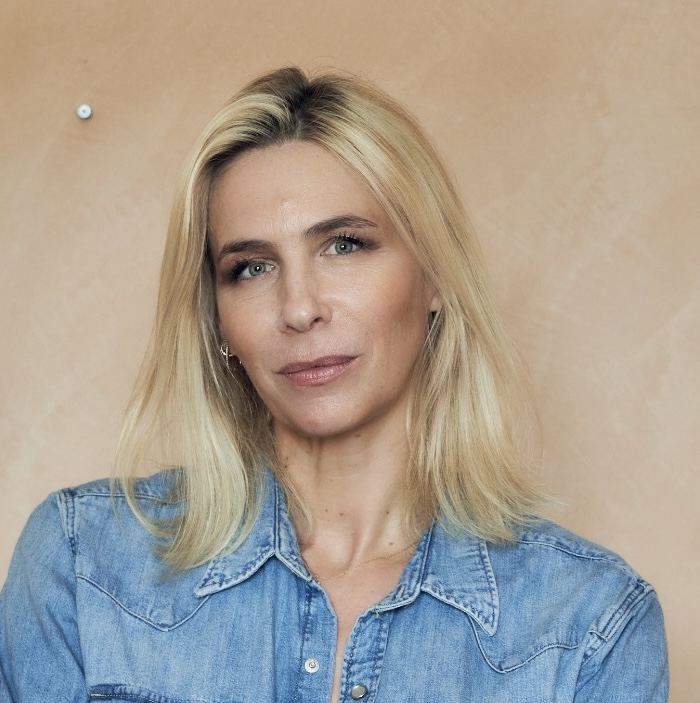

## Principales publications
- 2017 : Principe de suspension[5]
- 2019 : Alto Braco[2],[3]
- 2021:  L’Enfant parfaite[4],[9]
- 2023 : Les Brisants[10]